# Arayat
Arayat (Bayan ng Arayat) är en kommun i Filippinerna. Kommunen ligger på ön Luzon, och tillhör provinsen Pampanga. Folkmängden uppgår till 101 792 invånare.

## Bildgalleri

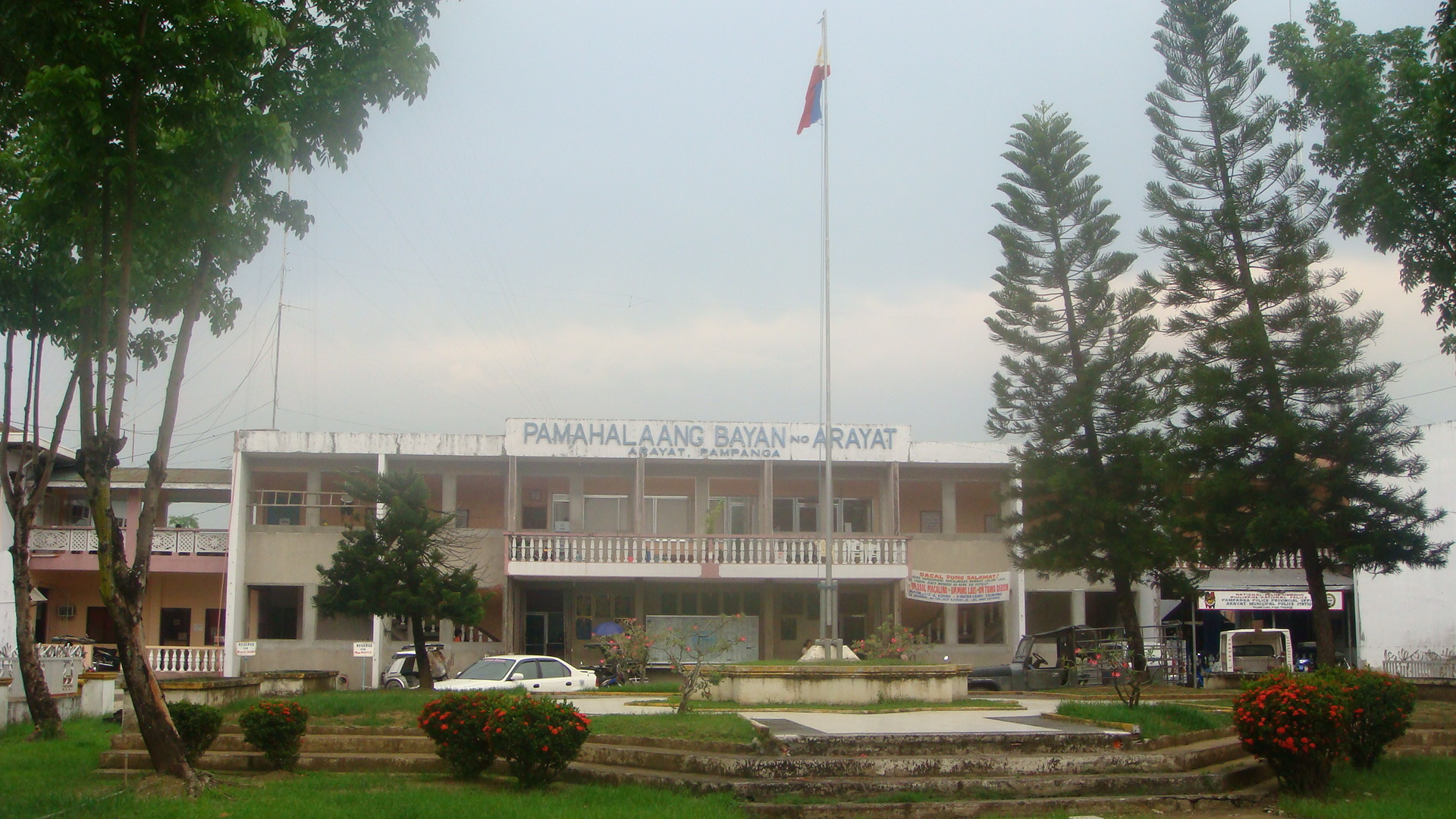
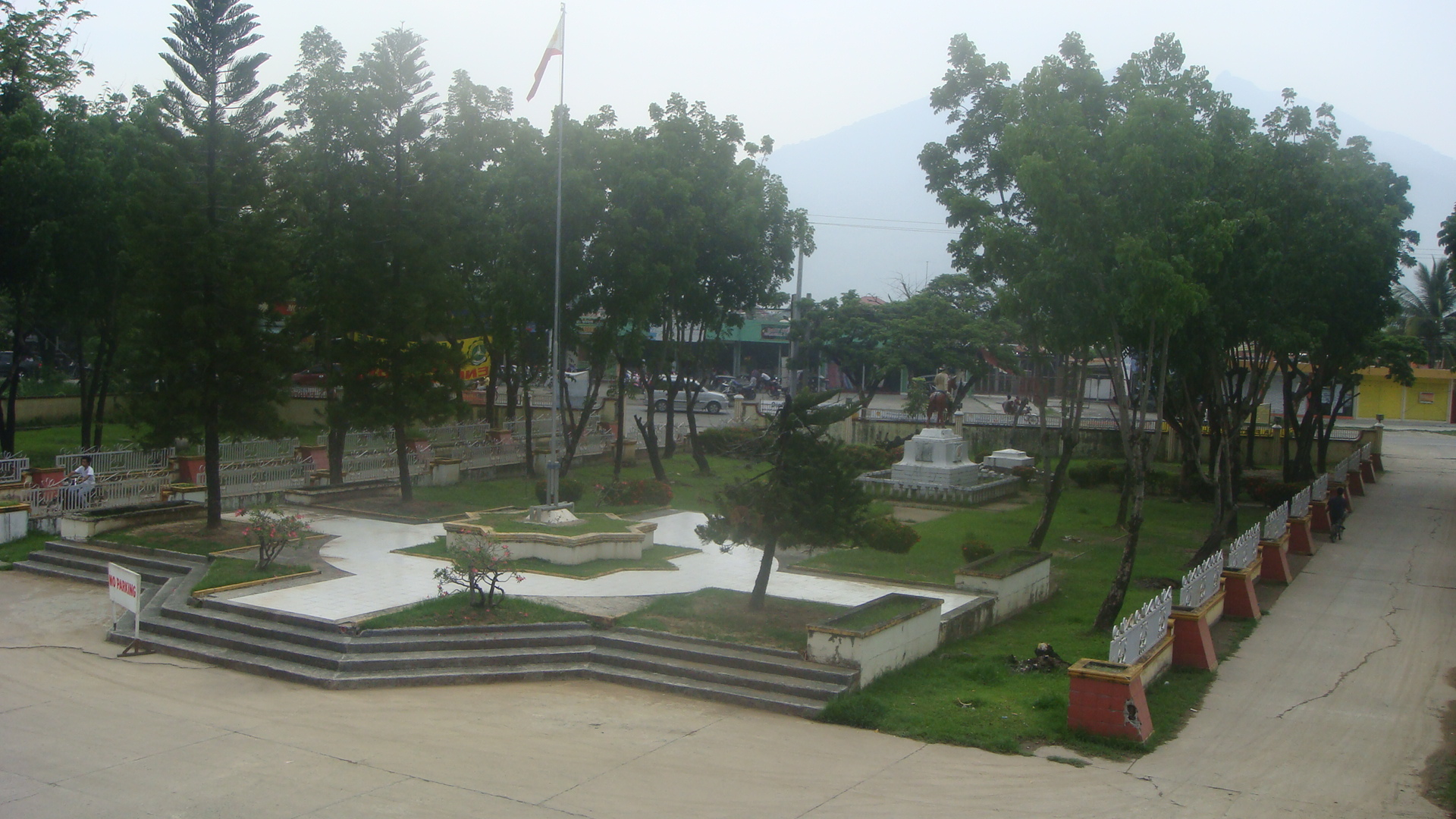
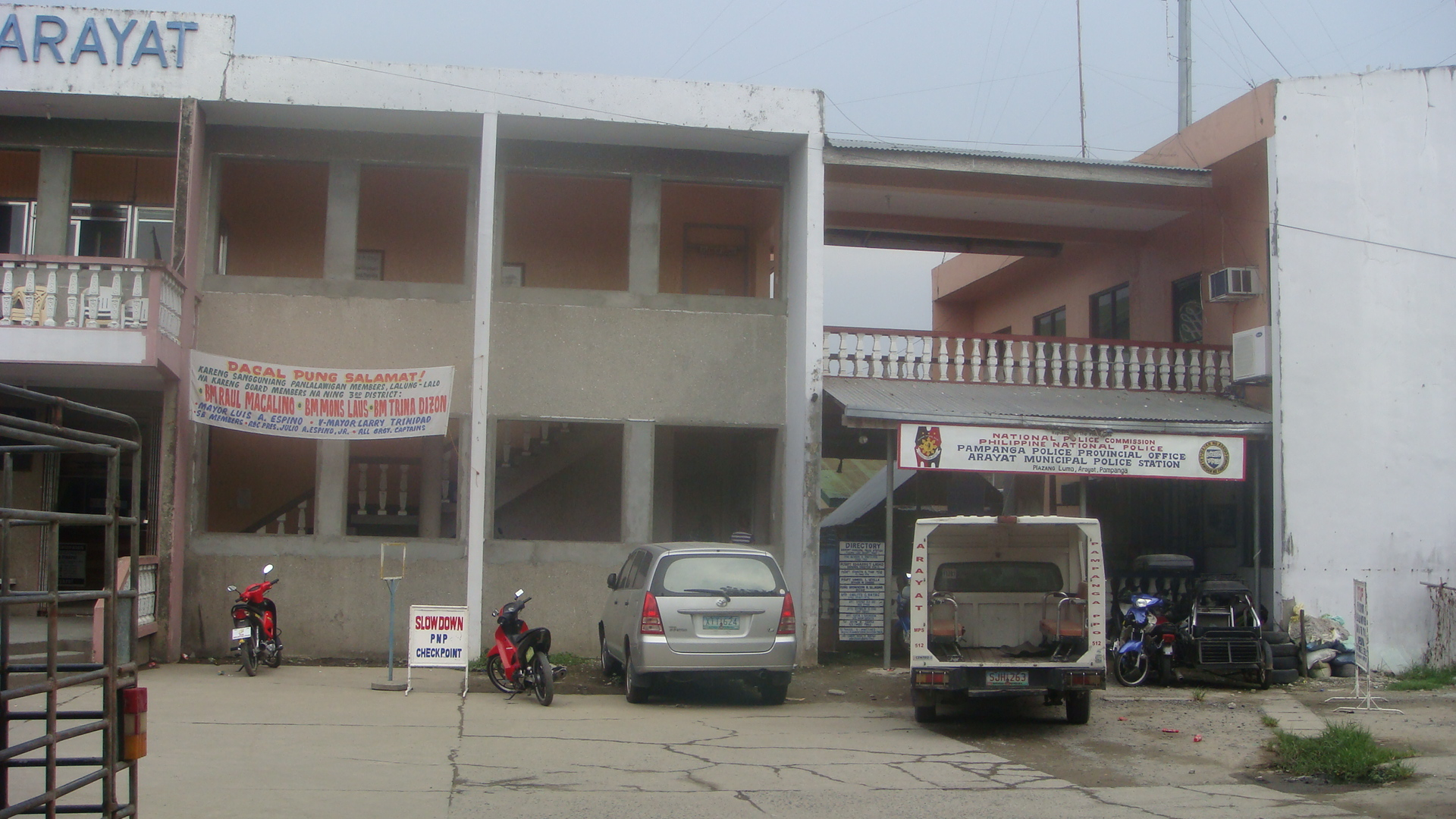
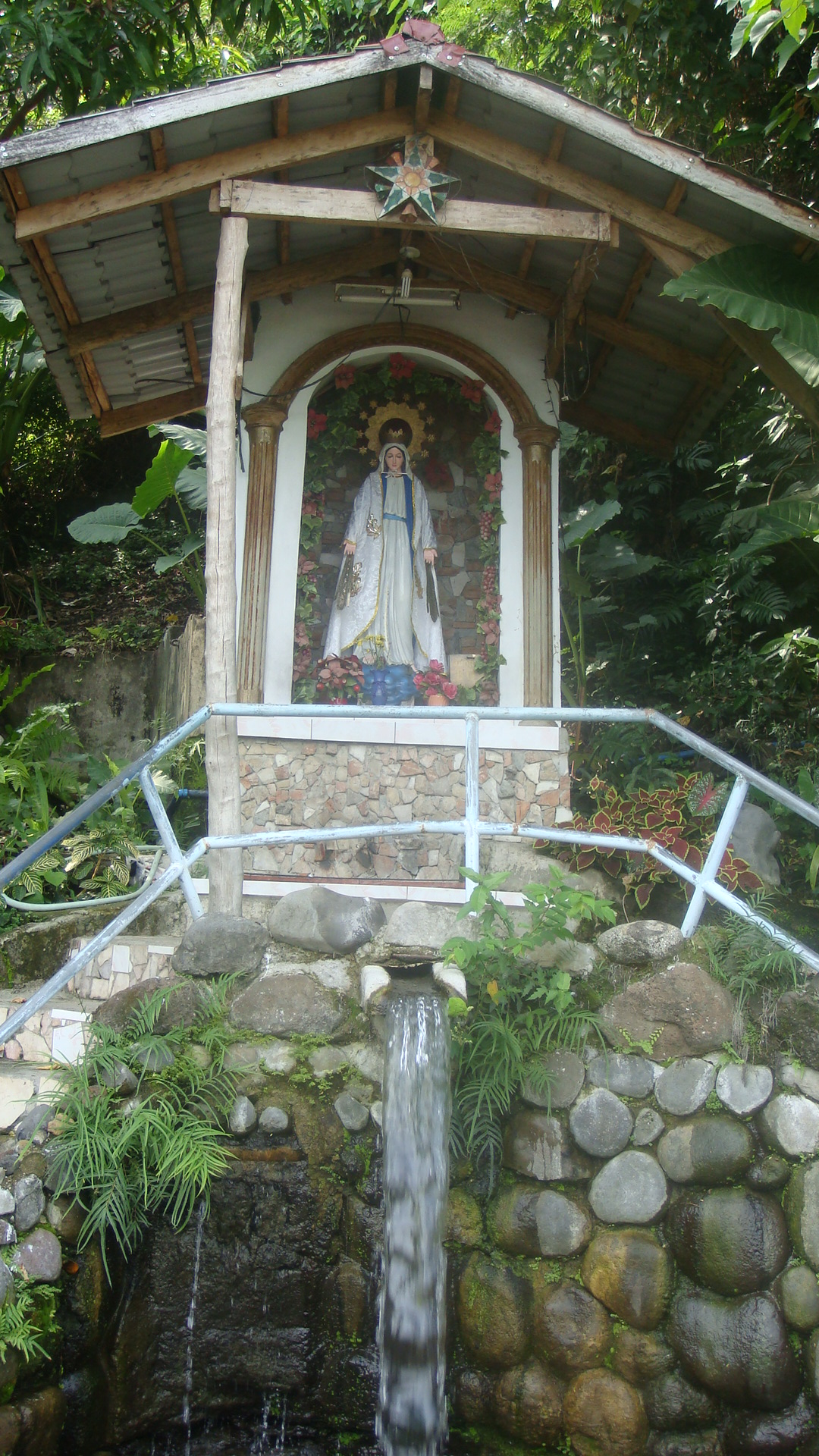
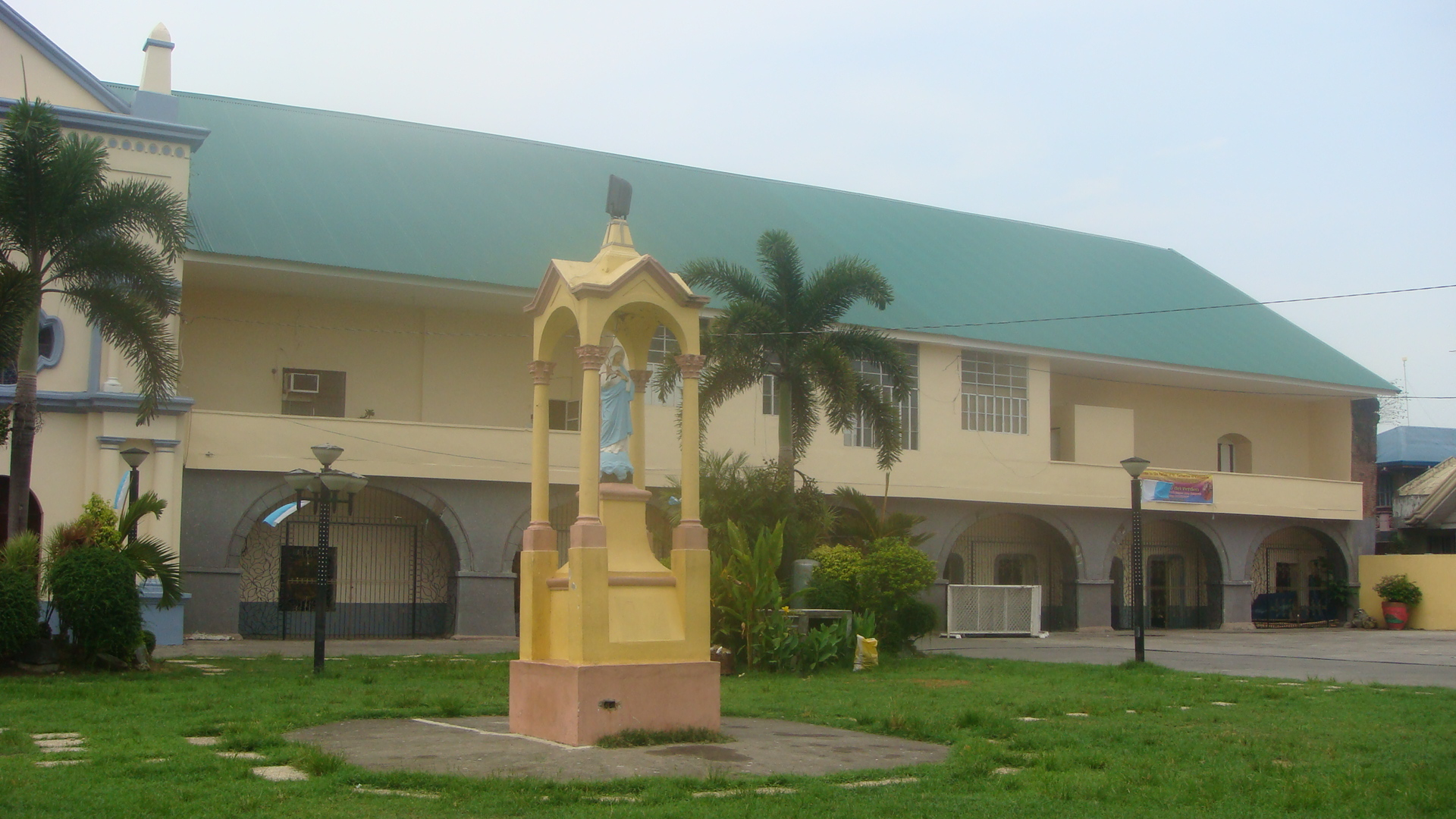

## Barangayer
Arayat är indelat i 30 barangayer.
| - Arenas - Baliti - Batasan - Buensuceso - Candating - Gatiawin - Guemasan - La Paz (Turu) - Lacmit - Lacquios - Mangga-Cacutud - Mapalad - Palinlang - Paralaya - Plazang Luma | - Poblacion - San Agustin Norte - San Agustin Sur - San Antonio - San Jose Mesulo - San Juan Bano - San Mateo - San Nicolas - San Roque Bitas - Cupang (Santa Lucia) - Matamo (Santa Lucia) - Santo Niño Tabuan - Suclayin - Telapayong - Kaledian (Camba) |